# Eustathios Palatinos
Eustathios Palatinos (auch Eustachius Palatinus o. Eustazio Palatinos) war der Katepan von Italien vom Herbst 1045 bis zum Herbst 1046. Die spärlichen Informationen über ihn stammen von Lupus Protospatharius, dem Anonymus Barensis und aus einem von ihm ausgestellten Sigillion vom Dezember 1045.
Eustathios war Nachfolger des Katepans Basilios Theodorokanos, der Patrikios Argyros, Sohn des Meles von Bari, ging zur selben Zeit erneut  nach Konstantinopel. Eustathios landete in Otranto und reiste von dort aus nach Bari, dem Sitz des Katepanats. In der Nähe von Tarent wurde er von Drogo von Hauteville, dem Bruder Wilhelm Eisenarms, des normannischen Grafen von Apulien, geschlagen. Daraufhin kehrte er nach Bari zurück, wo ihn der Kommandant der Warägergarde, Johannes Raphael, im Herbst 1046 ablöste.